# شهرستان اوچ‌قرغان
ناحیهٔ اوچ‌قرغان (به ازبکی: Uchkurgan District) یک ناحیه در ازبکستان است که در ولایت نمنگان واقع شده‌است. ناحیه اوچ‌قرغان ۲۹۰ کیلومتر مربع مساحت و ۱۳۶٬۵۰۰ نفر جمعیت دارد.